# سسکینور
سسکینور (به انگلیسی: Seskinore) یک روستا در بریتانیا است. سسکینور ۱۵۷ نفر جمعیت دارد.